# Stazione di Verona Porta Nuova

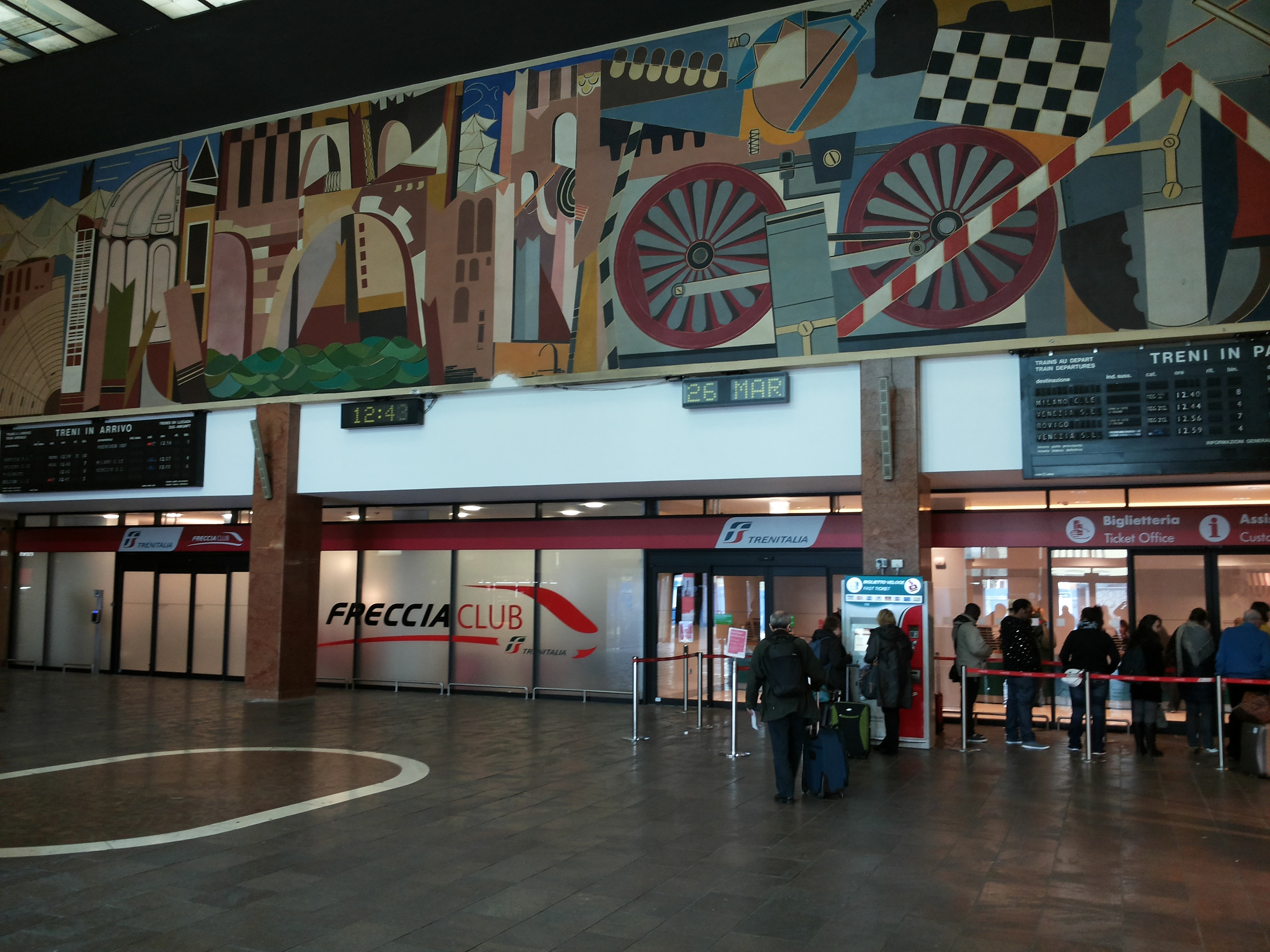
L'atrio interno

La stazione di Verona Porta Nuova è il principale scalo ferroviario della città di Verona, situata in prossimità del centro cittadino.

## Storia

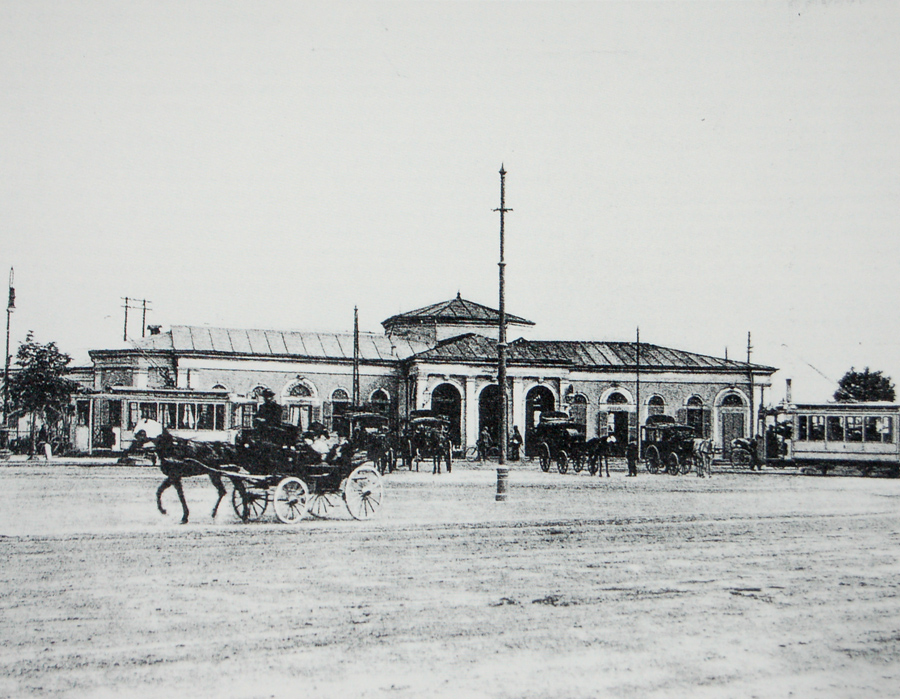
Fotografia del primo edificio in muratura per la stazione di Verona Porta Nuova

Il primo treno che giunse alla stazione di Verona Porta Nuova, nel 1852, fu quello trainato dalla locomotiva "Verona", partito da Venezia, e che poté superare l'Adige grazie alla costruzione del nuovo ponte della Ferrovia. Già dal 1853 era possibile proseguire da qui fino a Mantova tramite una linea a binario unico, e sempre nello stesso anno ebbero l'avvio, proprio nella stazione, i lavori per la ferrovia del Brennero. La stazione venne quindi costruita provvisoriamente in legno già nel 1851, anche se venne sostituita, nel 1852, da un piccolo edificio in muratura. Questo edificio presentava una forma particolare, con una facciata ad angolo e lati diseguali, di cui uno con otto aperture ad arco, e l'altro con sole tre aperture. La stazione rimaneva comunque secondaria rispetto a quella di Porta Vescovo (per motivi militari logistici, si ricorda che Verona era una delle principali fortezze dell'Europa, con una capacità di 120.000 uomini), tanto che inizialmente era utilizzata solo per treni omnibus e misti; solo successivamente si avviarono servizi bagagli e per treni diretti.
Successivamente si attestarono alla stazione tutte le linee realizzate, la linea per Brescia nel 1854, la linea per il Brennero nel 1859, la linea per Rovigo nel 1877, e infine la linea per Bologna nel 1924, oltre a quella per Mantova, già aperta nel 1853 e che giunse a Modena nel 1874. La costruzione delle ferrovie diede tra l'altro un nuovo impulso all'ampliamento del sistema difensivo di Verona.
Nel 1866 il Veneto diventava italiano, e di conseguenza veniva unita la linea Milano-Venezia sotto la gestione della Società per le Ferrovie dell'Alta Italia. All'inizio del Novecento la stazione era ormai insufficiente, tanto che treni e merci dovevano fermarsi alla stazione di Verona Porta Vescovo, e la manutenzione era mancante, si decise quindi, date le cambiate esigenze ferroviarie, di fissare Porta Nuova come stazione principale: nel 1900 venne momentaneamente ampliata con un fabbricato centrale in legno, mentre nel frattempo si elaboravano i progetti per la "nuova" stazione. Inizialmente si prevedevano sei binari con marciapiedi più altri per deposito di vetture e per lo smistamento dei treni merci. Per l'edificio viaggiatori si pensava a un fabbricato a un solo piano, ma presto le dimensioni previste sarebbero state superate: infine si stipulò un contratto che prevedeva la fine dei lavori per il 31 dicembre 1915 con un costo stimato di 8 milioni, mentre un fabbricato provvisorio avrebbe garantito il servizio viaggiatori.
I lavori per la realizzazione della nuova stazione, su progetto dell'architetto Dini, iniziarono nel 1910, anche se la stazione venne aperta già nel 1913, anche se in forma provvisoria. L'edificio in costruzione era lungo 114 metri ed alto 20, con una cupola centrale e due minori ai lati, con una pensilina lungo tutta la facciata. Nella parte centrale erano previste la biglietteria e il servizio bagagli, a sinistra l'uscita viaggiatori, a destra il buffet; il secondo piano era destinato a uso ufficio. L'edificio, già dai disegni, non piacque però alla maggior parte dei veronesi.

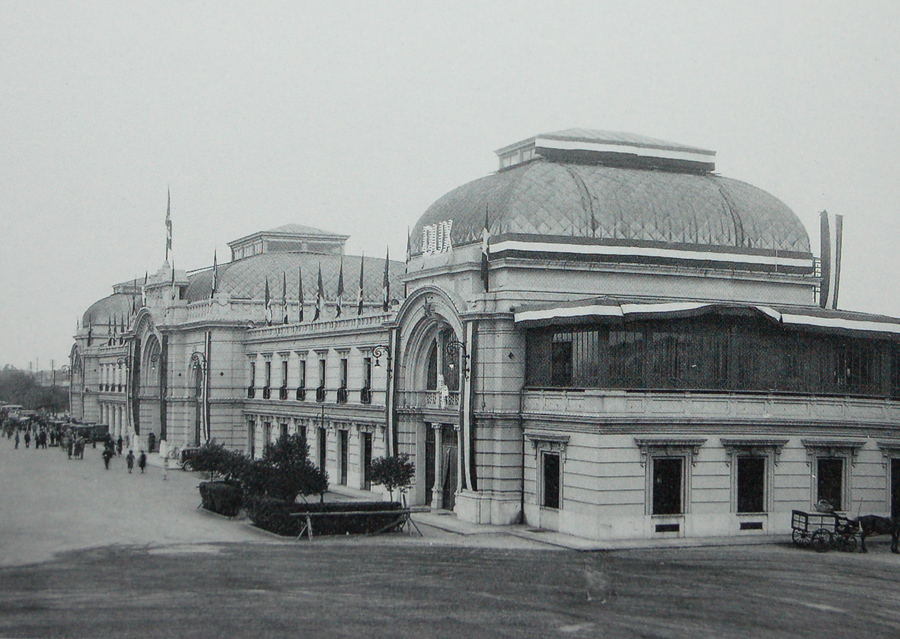
La stazione abbellita con il tricolore e la scritta DUX per l'arrivo di Benito Mussolini

All'inizio del 1915 i lavori erano ormai a buon punto. Il servizio per le merci era già in funzione, ampliato tra l'altro con il piano regolatore del 1909, che venne attuato con la messa in funzione di un grande scalo merci, con annesso deposito locomotive, officine, squadra rialzo, e attrezzature per la pulizia meccanica delle vetture. Le operazioni belliche della prima guerra mondiale fermarono i lavori della stazione, che venne inaugurata solo il 22 marzo 1922, con decorazioni e mosaici interni del maestro mosaicista Amedeo Mantellato di Venezia. Negli anni venti fu costruito quindi il raccordo tra la linea del Brennero e lo scalo merci, mentre negli anni trenta fu costruito il nuovo deposito per le locomotive e vennero elettrificate le linee.

La stazione dopo il bombardamento del 28 gennaio 1944

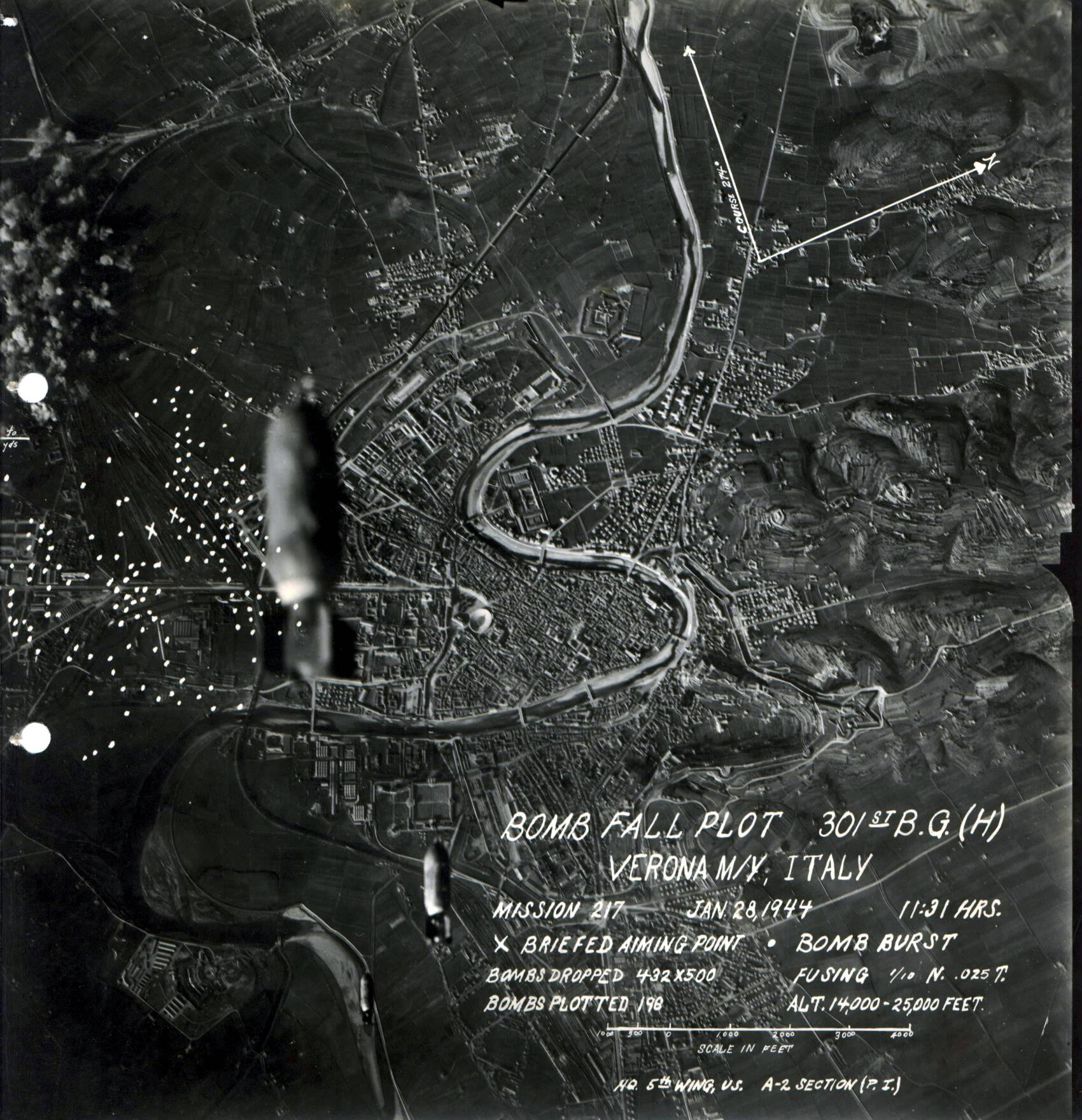
Rapporto fotografico del bombardamento su Verona del 28 gennaio 1944 che aveva come obiettivo la stazione di Verona Porta Nuova

L'arrivo degli alleati alla stazione

La stazione venne semidistrutta dai bombardamenti della seconda guerra mondiale. Il primo bombardamento della stazione, anche se isolato, avvenne il 21 ottobre 1940 da parte di una formazione di quadrimotore, con bombe dirompenti e incendiarie. In totale la città subì ventuno bombardamenti. Gli attacchi più duri, alla stazione e alla città, furono quelli del 4 gennaio 1945 e del 28 gennaio 1945, ma già da tempo la stazione era stata resa inagibile.
La stazione venne quindi ricostruita, sul medesimo impianto, su progetto dell'architetto Roberto Narducci. I lavori di ricostruzione cominciarono il settembre 1946. La nuova stazione, esteticamente molto diversa da quella originale, anche se strutturalmente simile, fu conclusa nel marzo 1949. Nella costruzione vennero utilizzati numerosi tipi di marmi veronesi, che ricoprono una superficie di 4.000 m²; i pavimenti vennero realizzati a mosaico, con tessere di ceramica; gli arredi furono armonizzati con l'insieme. All'inaugurazione (13 marzo 1949) fu presente il presidente della Repubblica Luigi Einaudi ed il ministro dei trasporti.
Caratteristica della stazione, ereditata dalla struttura precedente, è il dislivello presente tra il piazzale esterno e i binari sopraelevati. Questa peculiarità ha obbligato a organizzare i servizi sui due piani: al piano terra vi sono i servizi per i viaggiatori ed al pubblico, mentre nel piano superiore vi sono i servizi ferroviari. Le banchine dei binari presentano tettoie metalliche di ispirazione liberty, anche queste ereditate dalla stazione precedente, mentre la copertura del corpo centrale e dei due corpi laterali è in cemento armato. Il complesso odierno non presenta elementi di rilievo storico e architettonico. Inoltre negli anni novanta la stazione ha subito una ristrutturazione che ha introdotto nuovi volumi e vetrine verso la piazza della stazione.

### Progetti in atto

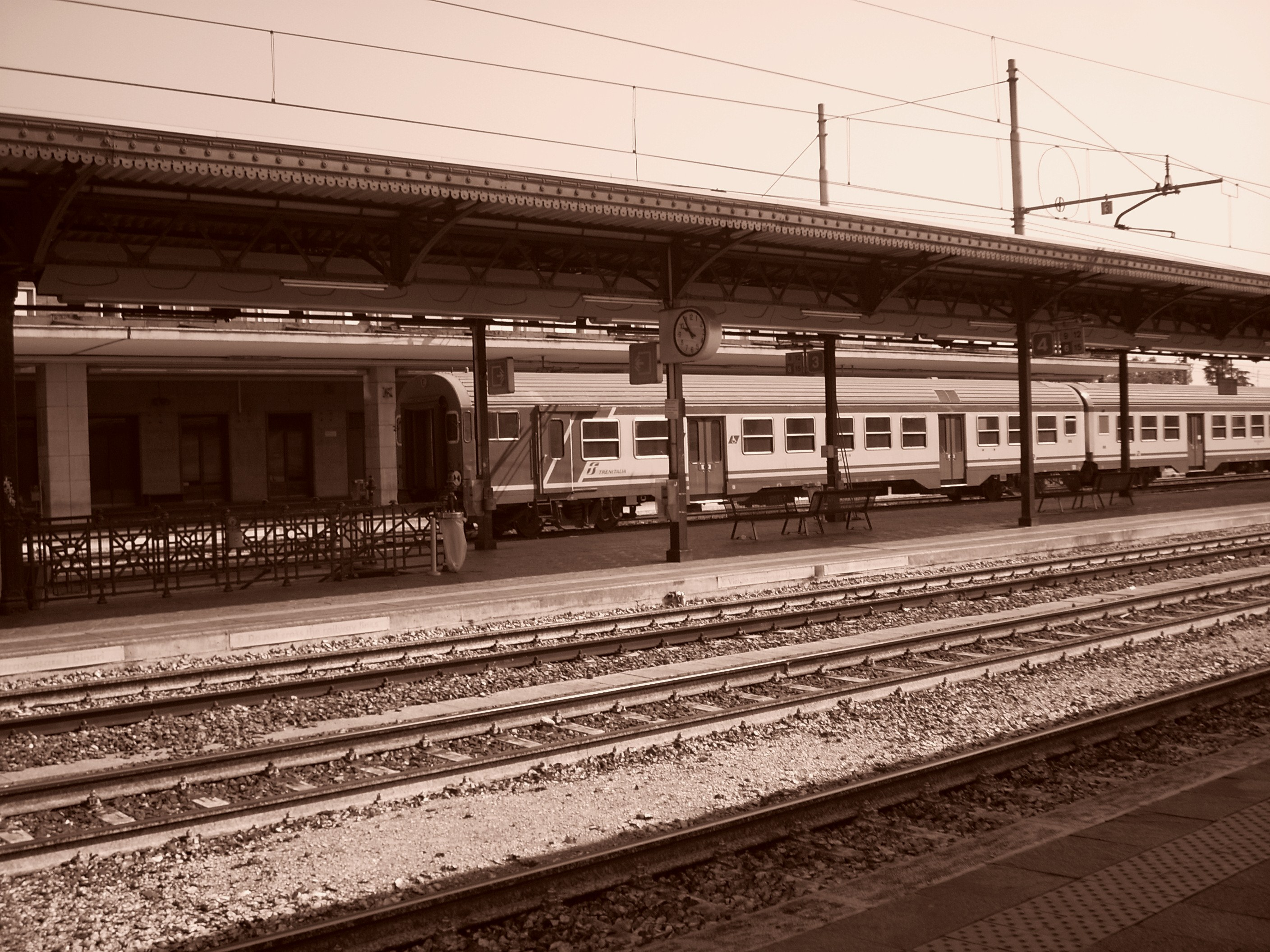
Scorcio della stazione nel 2009

La stazione è stata inserita nel programma di riqualificazione dei principali scali italiani, curato da Grandi Stazioni, società per azioni controllata dalle Ferrovie dello Stato. Dovrà inoltre essere rinnovata per poter essere collegata alle direttrici dell'alta velocità: il corridoio 1, in progettazione, e il corridoio 5, di cui le tratte Milano-Verona e Verona-Venezia sono in parte costruite, in parte in costruzione e in parte in progettazione.
L'area gestita della società Grandi Stazioni, proprietaria della stazione di Verona Porta Nuova, si estende su un'area di 127.500 m², in cui gli edifici occupano 22.840 m². Di questi ultimi, 2.730 m² saranno oggetto della prima fase dei lavori di riqualificazione.
Il riassetto del complesso prevede il recupero delle aree che, attualmente, sono poco utilizzate per via della poca visibilità, e che saranno destinate a servizi primari e secondari. In particolare la sala viaggiatori, che occupa attualmente una zona centrale della stazione, verrà spostata presso l'attuale zona assistenza clienti e spogliatoi e collegata al vicino bar. Il suo posto verrà utilizzato da servizi commerciali. L'assistenza clienti sarà invece spostata presso l'atrio principale, nella zona ora occupata dal Club Eurostar Italia, che sarà collocato al piano superiore, collegato da un ascensore panoramico.

## Descrizione

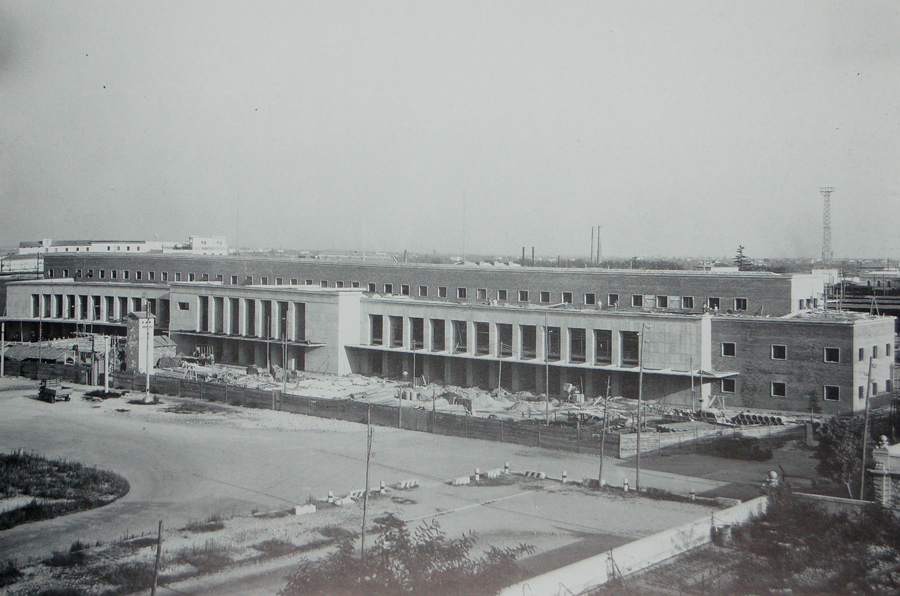
La stazione alla fine dei lavori di ricostruzione nel 1949

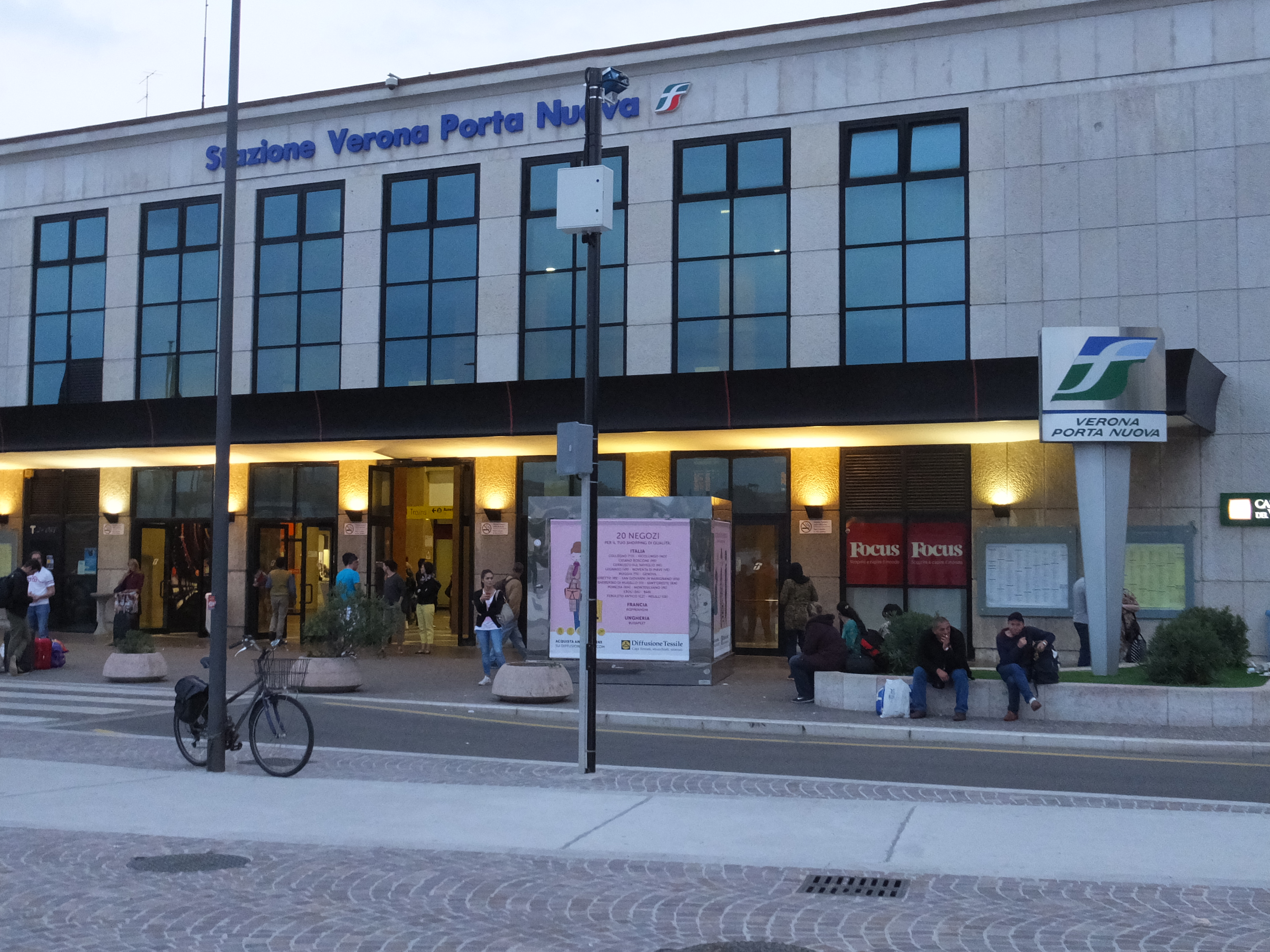
Il fabbricato viaggiatori

### Fabbricato viaggiatori
Il fabbricato di stazione di Verona Porta Nuova si articola su più livelli: 
- piano sotterraneo: è occupato da strutture delle Ferrovie dello Stato;
- piano terra: è composto da svariati edifici, tra cui il fabbricato a servizio dei viaggiatori. Il lato della piazza è occupato dalle attività commerciali, da una chiesa cattolica [7] e dai servizi passeggeri, mentre negli altri edifici, sul lato ovest, sono presenti locali tecnici e uffici;
- piano binari: è utilizzato per il servizio passeggeri e dispone di dodici binari passanti; il binario nove non esiste, il dodicesimo binario è il tredici. Il primo e secondo piano sono occupati da uffici.

### Gestione della circolazione
Il controllo del traffico ferroviario nella stazione di Porta Nuova è gestita da varie cabine presenti nel piazzale.
- Ufficio Movimento con ACEI a tabulatore gestisce il piazzale lato Venezia e i consensi per le altre cabine per il traffico di Porta Nuova
- Cabina B con ACEI a pulsanti gestisce il piazzale lato Brennero/Milano/Bologna/Cabina C
- Cabina C gestisce gli arrivi/partenze ovest di Verona PN Scalo (per tutte le direzioni)
- Cabina F gestisce gli arrivi/partenza dal piazzale est di Verona PN Scalo da/verso Venezia

## Servizi
Per quanto riguarda i servizi rivolti alle persone a ridotta mobilità, quella di Verona Porta Nuova è una delle quattordici stazione master nazionali e dunque ospita una "sala blu", luogo in cui opera personale specializzato per l'assistenza a tali utenti e in cui si organizza, si coordina e si sovrintende alla gestione dei servizi a loro rivolti.
La stazione di Verona Porta Nuova dispone dei seguenti servizi:
- Bar
- Biglietteria a sportello
- Biglietteria automatica
- Negozi
- Posto di Polizia ferroviaria
- Ristorante
- Sala d'attesa
- Servizi igienici

## Movimento
Verona Porta Nuova è interessata da circa 77.000 transiti giornalieri, per un totale di 28 milioni di utenti annui, risultando tra le prime 10 stazioni ferroviarie più trafficate d'Italia.
I servizio regionali a breve e lunga percorrenza sono svolti da Trenitalia nell'ambito del contratto di servizio stipulato con la Regione Veneto, cui si aggiunge la relazione Milano-Brescia-Verona svolta da Trenord.
Le relazioni regolari a lunga percorrenza sono svolte anch'esse da Trenitalia, da NTV e da una joint venture fra Trenord, DB e ÖBB.
Inoltre è stata servita dal treno a lunga percorrenza Nizza-Mosca e ritorno Riviera Express.

## Interscambi
La zona della stazione rappresenta il nodo verso cui confluisce la rete di trasporti pubblici urbani e interurbani; in prossimità del complesso è situato infatti un importante terminal autobus dell'azienda ATV, la quale garantisce il collegamento con i comuni della provincia veronese e con le restanti province venete.
- Fermata autobus
- Stazione taxi

Fra il 1884 e il 1951 in un piazzale adiacente alla stazione era collocato uno dei capilinea della rete tranviaria veronese; un altro impianto, la tranvia Verona-Albaredo-Coriano, aveva il proprio terminal situato sul lato opposto dei binari, nell'attuale viale Piave, in parte sulla tombinatura del canale industriale.